# Пичун
Пичун, также известный как Пичуин или Пичун Гуала (? — 25 мая 1855) — вождь племени Ранкелес из центральной Аргентины, игравший важную роль в период с 1830 года до своей смерти в 1855 году.

## Биография
Сын известного вождя Янкетруса (? — 1838), лидера племенной конфедерации Ранкелес . С 1836 года Пичун был вторым лицом в племени Ранкелес после Пайна Гуора, преемника своего отца.
Его имя означает «птичье перо» или, возможно, «утиное перо». Его первые действия в качестве младшего вождя, по приказу его отца Янкетруса, относятся к походу Хуана Мануэля де Росаса в пустыню в 1833 году, когда он участвовал в борьбе против бывшего губернатора Буэнос-Айреса, а также против сил провинций Мендоса и Кордова под командованием Хосе Феликса Альдао и Хосе Руиса Уидобро соответственно. Он почти наверняка командовал войсками своего отца в битве при Акольярадасе, где в отчете о битве он указан как погибший в бою, но ему удалось отступить, получив серьезные ранения.
В последующие годы Хуан Мануэль де Росас сосредоточил свои атаки из провинции Буэнос-Айрес на Ранкелес, обнаружив, что Янкетрус становится все более слабым и обескураженным. Пичун поселился в Тоае, убежище с хорошими водопоями, окруженном полями без каких-либо источников, совсем недалеко от современной Санта-Росы, в то время как его отец находился под защитой вождя Пайна в Леувуко, примерно в ста километрах западнее.
В те годы из-за определенного оптимизма, связанного с верой в то, что с Ранкелесом вот-вот будет покончено, в новостных сообщениях о столкновениях часто сообщалось, что вождь Пичун находится среди погибших, и даже будущий президент Чили Мануэль Бульнес сообщил Росасу, что держит его в плену на своей территории. Пичун никогда не попадал в плен, и неизвестно, были ли другие капитаны с таким именем.
Устав от сражений, Янкетрус публично отказался от командования конфедерацией Ранкелес в 1836 году и отступил в Анды. Но передд этим он выбрал своим преемником не своего сына Пичуна, а Пайна Гуора, которого некоторые источники называют своим родственником. Пичун мог бы протестовать или отказаться подчиняться своим войскам, но он решил стать заместителем Пайна, которого считал своим другом.
Подгоняемые беженцами-унитарианцами в палатках, в частности офицером Мануэлем Байгоррией, Ранкелес предприняли несколько атак на провинции Сан-Луис и Кордову. Пайн почти не принимал участия в наступлениях, которые были переданы под командование Пичуна. После нападения на север провинции Буэнос-Айрес, 8 августа 1838 года они также атаковали район Вейнтисинко-де-Майо, возвращаясь с большим стадом в Тоай. По пути они были разбиты полковником Эухенио дель Бусто в Уэтеле, а сам Пичун был ранен; но результат кампании оказался положительным. Более того, Росас согласился вести мирные переговоры с Ранкелесами и даже принял сына Пичуна в качестве дипломата в Палермо. Но Баигоррия начал наступление на провинцию Сан-Луис и сумел захватить столицу, тем самым сорвав мирные переговоры между Росасом и Пайнэ. Пичун был вынужден снова оказать давление на федеральное правительство, совершив новые рейды, на этот раз в провинции Санта-Фе.
В 1844 году Пайн Гуор скончался, и верховное командование взял на себя его старший сын Кальваин, также известный как Кальваиу. Пичун продолжал оставаться вторым в иерархии среди Ранкелес, хотя он действовал гораздо более независимо. Часть времени он обосновался в Пуатауэ, недалеко от Леувуко, а в 1846 году он вел мирные переговоры с Педро Росасом и Бельграно в парламенте в Асуле через двух своих сыновей. Однако мира достичь не удалось из-за отказа Ранкелес выдать Баигоррию. Затем Пичун предпринял серию атак на юге провинции Кордова: отчасти как средство давления, а отчасти потому, что это был единственный способ обеспечить себя скотом после отказа Росаса и Бельграно включить Ранкелес в «мирные переговоры», которые заключались в поставке определенного количества скота в обмен на мир. Он также попытался договориться с губернатором Кордовы Мануэлем Лопесом, по прозвищу «Квебрачо», но последний отреагировал агрессивно и захватил в плен десятки мирных индейцев.
Баигоррия был ослаблен, когда в 1846 году большинство унитарианцев, включая Хуана Саа, отвернулись от него, приняв амнистию. Он потерял некоторых из своих самых верных людей, поссорился с Пичуном и в конечном итоге нашел убежище в палатках Игнасио Коликео. Еще в 1847 году Коликео, Пичун и Баигоррия предприняли набег на Пергамино, но с тех пор Баигоррия стал врагом Пичуна и утратил большую часть своего влияния, став лишь одним из капитанов Коликео. Пичун, по-видимому, также утратил большую часть своего влияния, возможно, из-за возвышения брата великого вождя Кальваина, Мариано Росаса.
Вождь Пичун скончался, возможно, в Пуатауэ, 25 мая 1855 года, как раз в те же дни, когда правительство государства Буэнос-Айрес начало провалившуюся кампанию в Тапальке и Сьерра-Чика.